# Зугдиди
Зугди́ди (груз. ზუგდიდი) — город на западе Грузии. Административный центр края Самегрело-Верхняя Сванетия и Зугдидского муниципалитета.

## География
Расположен в Колхидской низменности, в 30 км от побережья Чёрного моря, на Черноморском шоссе и дороге, ведущей в Сванетию (до посёлка Местиа).
Расстояние до Тбилиси по железной дороге — 320 км. Высота над уровнем моря — 110 м.
Действует железнодорожная станция на линии Джвари — Самтредиа.

## Климат
| Показатель                    | Янв. | Фев. | Март | Апр. | Май  | Июнь | Июль | Авг. | Сен. | Окт. | Нояб. | Дек. | Год  |
| ----------------------------- | ---- | ---- | ---- | ---- | ---- | ---- | ---- | ---- | ---- | ---- | ----- | ---- | ---- |
| Средний суточный максимум, °C | 8,4  | 9,4  | 13,1 | 17,9 | 22,2 | 25,6 | 27,4 | 27,8 | 25,0 | 20,8 | 15,1  | 11,1 | 18,7 |
| Средняя температура, °C       | 4,6  | 5,5  | 8,5  | 12,4 | 16,8 | 20,4 | 22,8 | 23,2 | 19,9 | 15,7 | 10,9  | 7,1  | 14,0 |
| Средний суточный минимум, °C  | 0,9  | 1,6  | 3,9  | 7,0  | 11,4 | 15,2 | 18,3 | 18,6 | 14,9 | 10,7 | 6,7   | 3,2  | 9,4  |
| Норма осадков, мм             | 139  | 127  | 129  | 126  | 90   | 179  | 157  | 178  | 159  | 168  | 164   | 171  | 1777 |
| Источник: Климат: Зугдиди     |      |      |      |      |      |      |      |      |      |      |       |      |      |

## История

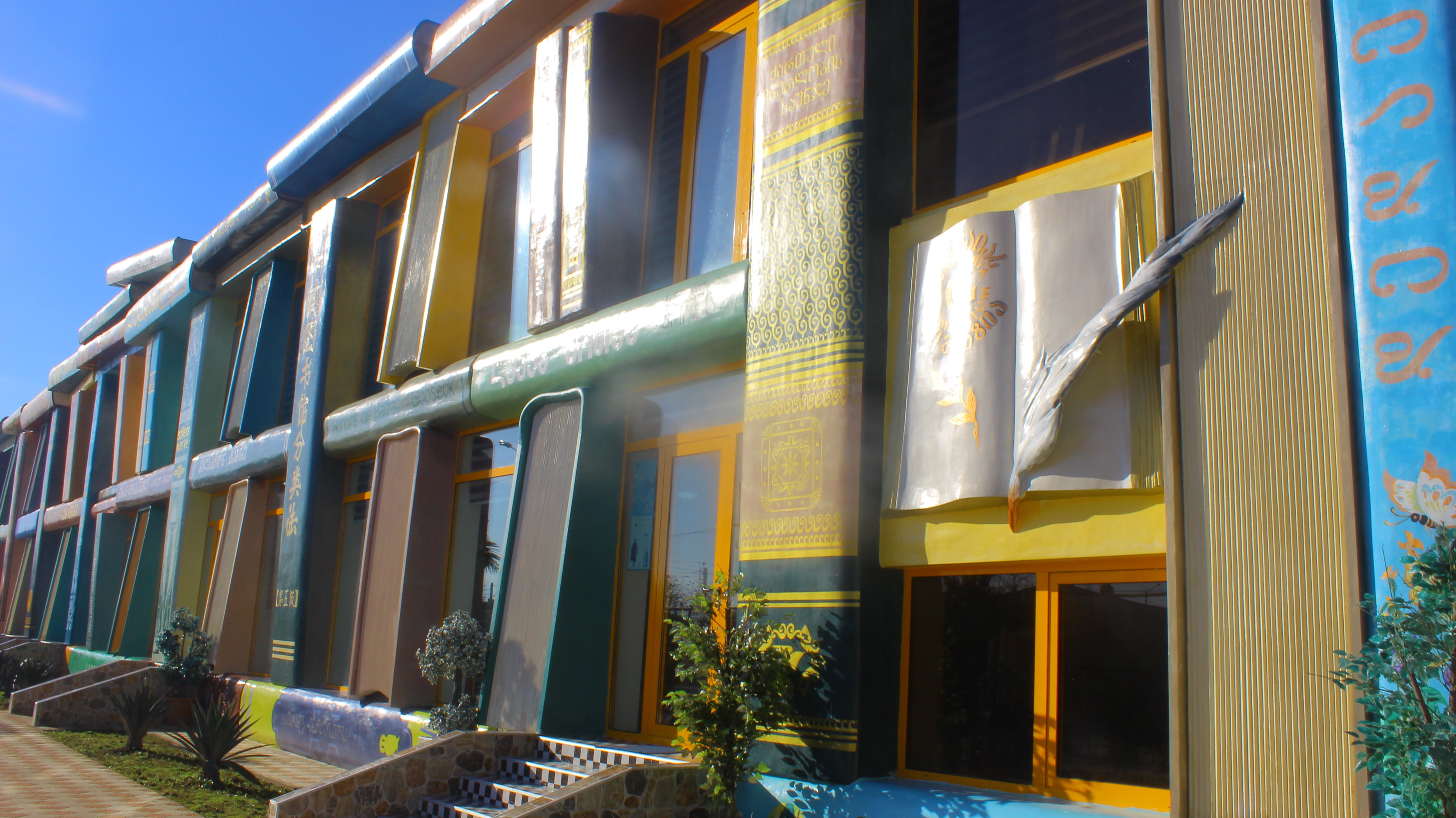
Гимназия Александра Гурцкаи в Зугдиди

С давних времён город был зимней резиденцией князей Дадиани — владетелей Мегрелии.
В 7 километрах от Зугдиди, на берегу Энгури, сохранились развалины Рухской крепости (Рухис Цихе), близ которой произошла кровопролитная битва Кации Дадиани с помощью имеретинского царя Соломона I против Османских захватчиков.
В 1850 году французом Розмордюком в Зугдиди было основано шёлкомотальное заведение и одно время здесь производилось немало шёлка, но к началу XX века производство почти прекратилось.
В ходе Крымской войны в конце 1855 года в течение нескольких недель город был занят турецкими войсками под командованием Омер-паши.
Во время Мегрельского восстания 1857 года (под руководством сельского кузнеца Уту Микавы) 12 мая повстанцы взяли Зугдиди.
В ходе Советско-грузинской войны 9 марта 1921 года город был занят частями 9-й Кубанской Красной Армии.
Название «Зугдиди» город получил в 1918 году, с которого и началось его бурное развитие (Зугдиди по-мегрельски означает «большой холм»). В городе было построено много заводов и фабрик, что привело к значительному увеличению численности населения в последующем до 100 000 человек. За время правления Эдуарда Шеварднадзе многие заводы были закрыты и разграблены, население стало уменьшаться и достигло отметки в 77 000 человек. Сейчас местному населению остаётся только заниматься торговлей и сельским хозяйством.
В 1993 году во время гражданской войны в течение нескольких месяцев в Зугдиди находилась штаб-квартира «Правительства в изгнании» ранее свергнутого Президента Грузии Звиада Гамсахурдии. 6 ноября 1993 года город снова перешёл под контроль правительственных сил.
Во время войны в Грузии с 11 по 17 августа 2008 года город, как и большая часть Черноморского побережья Грузии, находился под контролем российских военных.

## Население
Население города на январь 2020 года составляла 41 494 человек, на январь 2014 года — 74 800 человек, на 2002 год — 68 900 человек, на январь 1989 года — 50 022 человека.

### Национальный состав
По данным переписи населения 2014 года:
| №  | Национальность | Численность, чел. | Доля    |
| -- | -------------- | ----------------- | ------- |
| 1  | грузины        | 42 739            | 99,40 % |
| 2  | русские        | 134               | 0,31 %  |
| 3  | украинцы       | 29                | 0,07 %  |
| 4  | цыгане         | 20                | 0,05 %  |
| 5  | ассирийцы      | 11                | 0,03 %  |
| 6  | армяне         | 10                | 0,02 %  |
| 7  | абхазы         | 9                 | 0,02 %  |
| 8  | греки          | 8                 | 0,02 %  |
| 9  | азербайджанцы  | 6                 | 0,01 %  |
| 10 | другие         | 32                | 0,07 %  |
| 11 | всего          | 42 998            | 100,0 % |

## Экономика
В городе есть Энгурский целлюлозно-бумажный комбинат, винодельческий, маслобойный, консервный, гренажный, фарфоровый, машиностроительный заводы, чайные, чаепрессовочная, ореховый, шёлкоткацкая и мебельные фабрики, культура лимона.
В настоящее время многие заводы не работают. За время правления Шеварднадзе целлюлозно-бумажный, маслобойный, консервный, фарфоровый, машиностроительный заводы были почти полностью разграблены и закрыты. Местное население ведёт торговый образ жизни, а также занимается сельским хозяйством. В центре города процветает гостиничный, ресторанный и аптечный бизнес, цветочный бизнес.

## Транспорт
В 1986—2009 годах существовала троллейбусная система. Ныне общественный транспорт представлен маршрутным такси. Подвижной состав представлен микроавтобусами Ford Transit, РАФ-2203 и автобусами малого класса Богдан А092.

## Дворец Дадиани

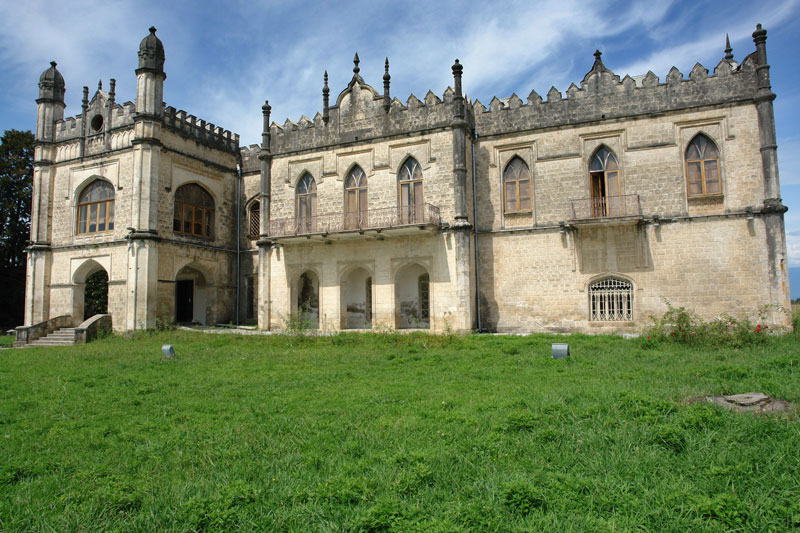
Дворец мегрельских князей Дадиани

Родовой дворец мегрельских князей Дадиани. Известен своим садом, для создания которого правительница Мегрелии княгиня Дадиани в середине XIX века пригласила именитых европейских садоводов и выписала из Европы редкие сорта растений. Сегодня сад Дадиани — это Зугдидский ботанический сад.

## Образование, наука, культура, достопримечательности
Филиалы Всесоюзного научно-исследовательского института чая и субтропических культур, Тбилисского ботанического сада (Зугдидский ботанический сад), политехнического института; медицинское училище.
- 10 публичных (средние) школ,
- Музыкальная школа,

- Школа шахмат,
- В городе действуют Зугдидский драматический театр имени Шалвы Дадиани (грузино- и мегрелоязычный),
- русский государственный театр им. Лермонтова,
- историко-этнографический музей, расположенный в бывшем дворцовом комплексе последнего владетеля Мегрелии Д. Л. Дадиани,

- Зугдидский музей спорта,
- Зугдидский музей колхидского чая,
- Скейт-парк,
- Детский кукольный театр.
- Действуют также несколько кинотеатров.
- Кафедральный собор,
- Зугдидский большой бульвар,
- Большая настенная мозаичная икона Богородицы у южной окраины бульвара,
- Памятник Ильи Чавчавадзе,
- Памятник Звиаду Гамсахурдиа,
- Памятник Рафаэлю Эристави,
- Парковая скульптора Акакию Чантурия,

- Развалины Рухской крепости,

- Клуб любителей езды на лошадях,

- Кафедральный Мегрельский Собор Цаиши.

## Известные уроженцы
Родившиеся в Зугдиди

## Города побратимы
- Покровск, Украина

## Топографические карты
- Лист карты K-37-60 Зугдиди. Масштаб: 1 : 100 000. Состояние местности на 1986 год. Издание 1987 г.